# 锡克绍拉河
锡克绍拉河（西班牙語：Río Sixaola）是哥斯达黎加利蒙省南部的一条河流，源出塔拉曼卡山脉，在锡克绍拉的东北方注入加勒比海。此河的水源地位于拉阿米斯塔德國家公園境内，在其下游的很大一部分，锡克绍拉河作为哥斯达黎加利蒙省与巴拿马博卡斯德爾托羅省的边界。一个旧铁路桥跨越此河连接了巴拿马瓜维托和哥斯达黎加锡克绍拉，作为两国间的旅客跨境通道使用。